# ورزشگاه اسماعیلیه
ورزشگاه اسماعیلیه (انگلیسی: Ismailia Stadium) ورزشگاهی در کشور مصر با ظرفیت حدود ۱۸۰۰۰ نفر می‌باشد.

## جام ملت‌های آفریقا
| Date         | Time (ساعت تابستانی اروپای مرکزی) | تیم#۱                 | نتیجه                  | تیم#۲                      | Round                  | Attendance |
| ------------ | --------------------------------- | --------------------- | ---------------------- | -------------------------- | ---------------------- | ---------- |
| ۲۵ ژوئن ۲۰۱۹ | ۱۹:۰۰                             | تیم ملی فوتبال کامرون | ۲–۰                    | تیم ملی فوتبال گینه بیسائو | Group F                | ۵٬۹۸۳      |
| ۲۵ ژوئن ۲۰۱۹ | ۲۲:۰۰                             | تیم ملی فوتبال غنا    | ۲–۲                    | تیم ملی فوتبال بنین        | Group F                | ۸٬۰۹۴      |
| ۲۹ ژوئن ۲۰۱۹ | ۱۹:۰۰                             | تیم ملی فوتبال کامرون | ۰–۰                    | تیم ملی فوتبال غنا         | Group F                | ۱۶٬۷۲۴     |
| ۲۹ ژوئن ۲۰۱۹ | ۲۲:۰۰                             | تیم ملی فوتبال بنین   | ۰–۰                    | تیم ملی فوتبال گینه بیسائو | Group F                | ۹٬۲۱۲      |
| ۲ ژوئیه ۲۰۱۹ | ۱۸:۰۰                             | تیم ملی فوتبال بنین   | ۰–۰                    | تیم ملی فوتبال کامرون      | Group F                | ۱۴٬۱۲۰     |
| ۲ ژوئیه ۲۰۱۹ | ۲۱:۰۰                             | تیم ملی فوتبال آنگولا | ۰–۱                    | تیم ملی فوتبال مالی        | Group E                | ۸٬۱۳۵      |
| ۸ ژوئیه ۲۰۱۹ | ۲۱:۰۰                             | تیم ملی فوتبال غنا    | ۲–۲ (۴–۵ ضربات پنالتی) | تیم ملی فوتبال تونس        | جام ملت‌های آفریقا ۲۰۱۹ | ۸٬۸۹۰      |